# Unwinding It
Unwinding It è un cortometraggio muto del 1915. Il nome del regista non viene riportato nei crediti del film, inoltre è interpretato da Fay Tincher e prodotto dalla Komic Pictures Compagny.

## Produzione
Il film fu prodotto dalla Komic Pictures Company.

## Distribuzione
Distribuito dalla Mutual, il film - un cortometraggio in una bobina - uscì nelle sale cinematografiche degli Stati Uniti il 13 giugno 1915.